# 1378 Leonce
1378 Leonce eller 1936 DB är en asteroid i huvudbältet, som upptäcktes den 21 februari 1936 av den belgiske astronomen Fernand Rigaux i Uccle. Den har fått sitt namn efter upptäckarens far, Leonce Rigaux.
Asteroiden har en diameter på ungefär 21 kilometer.